# El motí del Caine
El motí del Caine (títol original en anglès The Caine Mutiny) és una pel·lícula bèl·lica del 1954, protagonitzada per Humphrey Bogart i dirigida per Edward Dmytryk. Es basa en la novel·la homònima de Herman Wouk, que va obtenir el premi Pulitzer del 1952. El guió va ser de Stanley Roberts i Michael Blankfort.
Va obtenir 7 nominacions als Oscars: millor pel·lícula, actor (Humphrey Bogart), actor secundari (Tom Tully), guió original, banda sonora, muntatge i so. La pel·lícula va tenir una bona acollida per la crítica i va ser la segona pel·lícula més taquillera als Estats Units el 1954.
El paper del capità Queeg atorgà a Bogart la seva tercera nominació per a l'Oscar. La seva actuació, que va coincidir amb la fase terminal del seu càncer de gola, és considerada una de les millors de la seva carrera, encara que no va ser tan popular com les aparicions que va fer en pel·lícules anteriors com Casablanca o The Big Sleep.
Va ser doblada i emesa en català el 1992.

## Argument
La pel·lícula descriu un motí fictici en un destructor pescamines nord-americà, el Caine, durant la Segona Guerra Mundial. L'estricte capità Queeg (Bogart), considerant que la tripulació manca de disciplina, introdueix canvis i restriccions a bord en contra de les opinions de la resta dels oficials. Les mesures del capità arriben a tal extrem que la tripulació l'arriba a veure com un neuròtic perillós. Durant una tempesta, Queeg perd el control de la nau, i el segon oficial el relleva del comandament. Queeg l'acusarà més tard de ser l'instigador del motí.

## Premis i nominacions[calcitació]

### Nominacions
- 1955: Oscar a la millor pel·lícula
- 1955: Oscar al millor actor per Humphrey Bogart
- 1955: Oscar al millor actor secundari per Tom Tully
- 1955: Oscar al millor guió adaptat per Stanley Roberts
- 1955: Oscar al millor so per John P. Livadary
- 1955: Oscar al millor muntatge per William A. Lyon i Henry Batista
- 1955: Oscar a la millor banda sonora per Max Steiner
- 1955: BAFTA a la millor pel·lícula
- 1955: BAFTA al millor actor estranger per José Ferrer